# Tänk ett slag
Tänk ett slag var en antivåldskampanj i Sverige 1987. I den ingick bland annat att visa skolungdomar filmen "Stockholmsnatt". Kampanjen stöddes bland annat av Sveriges dåvarande statsminister Ingvar Carlsson (s).